# LAW D21
Die Diesellokomotive mit Stangenantrieb LAW D 21 der Kleinbahn Leer–Aurich–Wittmund (LAW) war ursprünglich eine zweiachsige Diesellokomotive aus dem Standardprogramm A3M 420 F von KHD und wurde von der Werkstatt der LAW in eine dreiachsige Lokomotive umgebaut. Das Fahrzeug war von 1953 bis 1967 im Einsatz und wurde 1972 verschrottet.

## Geschichte
Die Lokomotive wurde 1941 als zweiachsige Lokomotive an das Marinebauamt in Helgoland geliefert und entsprach einer Standardtype von KHD für Werksbahnen, die selten für Meterspur gebaut wurde.
Nachdem die LAW eine 1941 an die Marinewerft Wilhelmshaven gelieferte Lokomotive der gleichen Bauart schon 1951 als D 23 erworben hatte, kaufte sie 1953 eine weitere Lok als Ersatz für Dampflokomotiven und bezeichnete sie als D 21.
Beide Lokomotiven wurden mit einer Druckluftbremse ausgerüstet. Die D 21 erhielt 1953 einen Daimler-Benz-Motor, die D 23 erst 1956.
Während die D 23 1959 nach einem Motorschaden Ersatzteilspender wurde, wurde die D 21 1960 erneut umgebaut, um aufgebockte Normalspurfahrzeuge befördern zu können.

## Technische Beschreibung

### Ursprungsausführung
Ursprünglich hatten die zweiachsigen Standardlokomotiven Stangenantrieb und mechanische Kraftübertragung. Die Blindwelle lag zwischen den Achsen. Die Lokomotive war an den runden Fenstern als Deutz-Lokomotive zu erkennen. 
Die Antriebsanlage bestand aus einem Dreizylinder-Viertakt-Dieselmotor von KHD und einem mechanischen Viergang-Getriebe.

### Umbauausführung
Für die Ausrüstung mit regulärer Zug- und Stoßeinrichtung musste der Rahmen zusätzlich versteift werden. Dafür wurde das Führerhaus verlängert und verbreitert. Um durch den Überhang das zulässige Gewicht nicht zu erhöhen, wurde eine dritte Achse unter dem Führerhaus eingebaut, gleichzeitig verringerte sich dadurch die Achslast der Lok. Die mittlere Achse wurde später im Spurkranz geschwächt, um die Lokomotive im Rangierbetrieb auf Bahnhöfen einsetzen zu können.
Als Maschinenanlage wurde bei der Lokomotive ein neuer Vierzylinder-Viertakt-Dieselmotor von Daimler-Benz mit höherer Leistung eingebaut.

## Einsatz
Die Lokomotive war zunächst auf Grund ihrer geringen Geschwindigkeit und Leistung nur bedingt im allgemeinen Verkehr einsetzbar. Einsatzgebiete waren zu Beginn der Bäderverkehr von Esens nach Bensersiel sowie als Rangierlokomotive in Esens. 
Nach dem Umbau ab 1962 war die Lokomotive nicht mehr auf der Strecke einsetzbar. Bis 1966 wurde versucht, die Lokomotive zu verkaufen. Nach der Schwächung des Spurkranzes wurde sie nur in Esens als Rangierlokomotive verwendet. Nach Stilllegung der Gesamtstrecke wurde sie im Bahnhof Aurich hinterstellt und 1972 verschrottet.  